# 黄炎智
黄炎智（1930年11月—2002年9月17日），男，山西万荣人，中华人民共和国政治人物，曾任中共天津市委常委，天津市政协副主席。